# Daniel Miller (antropolog)
Daniel Miller (ur. 1954) – brytyjski antropolog, szczególnie zainteresowany relacjami, jakie łączą człowieka z przedmiotem oraz konsekwencjami konsumpcji. Jego praca teoretyczna została początkowo opracowana w Material Culture oraz w Mass Consumption,, a następnie dokładniej podsumowana w jego książce Stuff. Praca ta dotyczy wyjścia poza zwykły dualizm między podmiotem a przedmiotem, a także ma na celu zbadanie, w jaki sposób kreują się stosunki społeczne poprzez konsumpcję jako aktywność.

## Edukacja
Miller swoją edukację antropologiczną rozpoczął od wykształcenia w zakresie archeologii i antropologii na Uniwersytecie w Cambridge, jednak całe swoje życie zawodowe spędził na wydziale antropologii w University College London, który stał się ośrodkiem badań kultury materialnej. Utworzył tam pierwszy na świecie program dedykowany badaniom antropologii cyfrowej.

## Pozycja antropologiczna
Miller krytykuje koncepcję materializmu, która zakłada, że relacje ludzi z rzeczami odbywają się kosztem stosunków z innymi ludźmi. Twierdzi, że większość ludzi jest skłonna do wytworzenia bliskiej relacji zarówno z osobami, jak i z przedmiotami lub ma trudności w obydwu tych sferach.
Wraz ze swoimi studentami zastosował swoje pomysły przy interpretacji wielu gatunków kultury materialnej, takich jak odzież, domy, media czy samochody, poprzez badania z wykorzystaniem tradycyjnych metod etnograficznych w różnych regionach, w tym na Karaibach, w Indiach i Londynie. W kwestii ubioru jego prace rozciągają się od opracowania o indyjskim Sari, do bardziej współczesnych badań wyjaśniających popularność niebieskich jeansów i sposobu, w jaki odzwierciedlają one dążenie do bycia przeciętnym. Po jego początkowych pracach na temat konsekwencji dostępu do internetu w Trynidadzie, nastąpiły badania nad wpływem telefonów komórkowych na ubóstwo w Jamajce. Niedawno zajmował się sposobami, jakimi Facebook zmienia naturę relacji społecznych. Jego prace nad kulturą materialną zawierają również etnograficzne badania nad tym, w jaki sposób ludzie rozwijają relacji miłości i troski poprzez zdobywanie przedmiotów drogą kupna oraz jak radzą sobie z problemami separacji i straty, w tym śmierci, poprzez zachowywanie oraz sprzedaż przedmiotów. Miller dowodzi, że skoro nie można kontrolować zjawiska śmierci, używa się zdolności do kontrolowania stopniowej separacji od przedmiotów utożsamianych ze zmarłym, aby poradzić sobie z jego stratą. Trzy książki, z których najbardziej wpływową jest „A Theory of Shopping”, uzupełniają jego dzieła nad tematem separacji od przedmiotów, poruszając kwestię tego, jak badania nad codziennymi zakupami mogą prowadzić do zrozumienia mechanizmów rządzących miłością w rodzinie. Przeprowadził również kilka projektów na temat domowej pracy kobiet i bycia matką, włączając w to badania wśród au pair, oraz kobiet pochodzących z Filipin pracujących w Londynie i ich związkach z dziećmi, które zostały na Filipinach. Większość z tych projektów powstało we współpracy z innymi naukowcami.
Od 2000 roku Miller badał wpływ nowych mediów społecznościowych na społeczeństwo. Kilka z jego ostatnich książek porusza tematy takie jak telefony komórkowe, Facebook oraz transnarodowe rodziny. Ukazując teoretyczne ramy do badań serwisów społecznościowych, w swoim najnowszym dziele przedstawia nową koncepcję zwaną „polymedia”, jako analityczne narzędzie służące zbadaniu skutków sytuacji, w której osoby konfigurują oraz ponoszą odpowiedzialność za swoje wybory dotyczące mediów, kiedy ich dostępność oraz cena tracą znaczenie.
W 2009 roku stworzył nowy, magisterski program studiów nad antropologią cyfrową na wydziale antropologii w University College London. W 2012 roku rozpoczął pięcioletni projekt o nazwie Social Networking and Social Sciences Research Project, w celu zbadania globalnego wpływu nowych mediów społecznościowych. Badania opierały się na danych etnograficznych zebranych w ciągu 15 miesięcy w Chinach, Indiach, Turcji, Włoszech, Wielkiej Brytanii, Trynidadzie, Chile oraz w Brazylii. Projekt został sfinansowany przez Europejską Radę ds. Badań Naukowych. Wyniki badań zostały opublikowane 29 lutego 2016 roku pod tytułem „Why We Post”.

## Prace przetłumaczone na język polski
Teoria zakupów, tł. Marek Król, Kraków 2011, Wydawnictwo Uniwersytetu Jagiellońskiego, ISBN 978-83-233-3188-9 (A theory of shopping 1998).

## Wybrane prace
- (1984) Miller, D. and Tilley, C. (Eds.) Ideology, Power and Prehistory. Cambridge University Press: Cambridge.
- (1985) Artefacts As Categories: A study of Ceramic Variability in Central India. Cambridge University Press: Cambridge.
- (1987) Material Culture and Mass Consumption. Basil Blackwell: Oxford.
- (1989) Miller, D., Rowlands, M. and Tilley, C. Eds. Domination and Resistance. Unwin Hyman: London.
- (1993) (Ed.) Unwrapping Christmas. Oxford University Press: Oxford.
- (1994) Modernity – An Ethnographic Approach: Dualism and mass consumption in Trinidad. Berg: Oxford.
- (1995) (Ed.) Acknowledging Consumption. Routledge. London.
- (1995) (Ed.) Worlds Apart – Modernity Through the Prism of the Local. Routledge: London.
- (1997) Capitalism – An Ethnographic Approach. Oxford: Berg.
- (1998) (Ed.) Material Cultures. London: UCL Press/University of Chicago Press.
- (1998) A Theory of Shopping. Cambridge: Polity Press/Cornell University Press.
- (1998) With P. Jackson, M. N. Thrift B. Holbrook and N. Thrift. Shopping, Place and Identity. London: Routledge.
- (1998) With J. Carrier. Virtualism: a new political economy. Oxford: Berg.
- (2000) With D. Slater The Internet: An Ethnographic Approach. Oxford:Berg.
- (2000) With P. Jackson, M. Lowe and F. Mort (Eds.) Commercial Cultures: economies, practices, spaces. Oxford: Berg.
- (2001) The Dialectics of Shopping (The 1998 Morgan Lectures) Chicago: University of Chicago Press.
- (2001) (Ed.) Car Cultures. Oxford: Oxford: Berg.
- (2001) (Ed.) Acknowledging Consumption (four volumes) London: Routledge.
- (2001) (Ed.) Home Possession: Material culture behind closed doors. Oxford: Berg.
- (2003) With Mukulika Banerjee. The Sari. Oxford: Berg.
- (2005) (Ed.) with Suzanne Küchler. Clothing as Material Culture. Oxford: Berg.
- (2005) (Ed.) Materiality. Durham: Duke University Press.
- (2006) With Heather Horst. The Cell Phone: An Anthropology of Communication. Oxford: Berg.
- (2008) The Comfort of Things. Polity: Cambridge.
- (2009) (Ed.) Anthropology and the Individual: a material culture perspective. Oxford: Berg.
- (2010) Stuff. Cambridge: Polity.
- (2010) With Zuzana Búriková. Au-Pair. Cambridge: Polity.
- (2011) With Sophie Woodward (Eds.) Global Denim. Oxford: Berg.
- (2011) Tales from Facebook. Cambridge: Polity.
- (2011) With Sophie Woodward. Blue Jeans: The art of the ordinary. Berkeley: University of California Press.
- (2011) Weihnachten – Das globale Fest (in German) Suhrkamp.
- (2012) With Mirca Madianou. Migration and New Media: Transnational Families and Polymedia. London: Routledge.
- (2012) Consumption and its Consequences. Cambridge: Polity.
- (2012) Edited with Heather Horst. Digital Anthropology. Oxford: Berg.
- (2014) With Jolynna Sinanan. Webcam. Cambridge: Polity.
- (Feb 2016) Social Media in an English Village. London: UCL Press
- (Feb 2016) With Elisabetta Costa; Nell Haynes; Tom McDonald; Razvan Nicolescu; Jolynna Sinanan; Juliano Spyer; Shriram Venkatraman and Xinyuan Wang How the World Changed Social Media. London: UCL Press